# Irlbach
Irlbach je obec v německé spolkové zemi Bavorsko, v zemském okrese Straubing-Bogen ve vládním obvodu Dolní Bavorsko.
V roce 2015 zde žilo 1 122 obyvatel.

## Poloha
Obec leží na pravém břehu řeky Dunaj. Sousední obce jsou: Aiterhofen, Bogen, Niederwinkling, Stephansposching a Straßkirchen.